# 栽松駅
栽松駅（ジェソンえき）は、大韓民国釜山広域市海雲台区栽松1洞にある韓国鉄道公社（KORAIL）東海線の駅である。当駅には電鉄線の電車のみが停車する。

## 駅構造
- 相対式ホーム2面2線の高架駅。

広域電鉄開業に対応した高床ホームの新駅となった。

### 駅階層
| 地上 2階                       |                                          |                                                                |
| 相対式ホーム、左側のドアが開く |                                          |                                                                |
| 1番線                          | →●東海電鉄線 太和江方面へ（センタム駅）→ |                                                                |
| 2番線                          | ←●東海電鉄線 釜田方面へ（安楽駅）        |                                                                |
| 相対式ホーム、左側のドアが開く |                                          |                                                                |
| 地上 1階                       | コンコース                               | 出入口、コンコース、自動券売機、改札口、エスカレーター、トイレ |

## 駅周辺
- 松樹初等学校（朝鮮語版）
- 新栽初等学校（朝鮮語版）
- 栽松初等学校（朝鮮語版）
- 槃山初等学校（朝鮮語版）
- 栽松中学校（朝鮮語版）
- 釜山盤松女子中学校（朝鮮語版）
- 釜山海雲台警察署

## 歴史
- 1989年8月16日 - 駅新設（栽松洞933-1）
- 2011年10月5日 - 旅客取り扱い停止
- 2012年末 - 駅舎とホーム撤去
- 2014年11月5日 - 高架線路に移設
- 2016年
  - 4月29日 - 駅を釜山鎮基点13.6kmから13.0km地点に移転と路線の東海線への編入が告示（施行は広域電鉄開業時）。[1]。
  - 12月30日 - 電化・東海電鉄線運行開始とともに、再開業[1]。

## ギャラリー

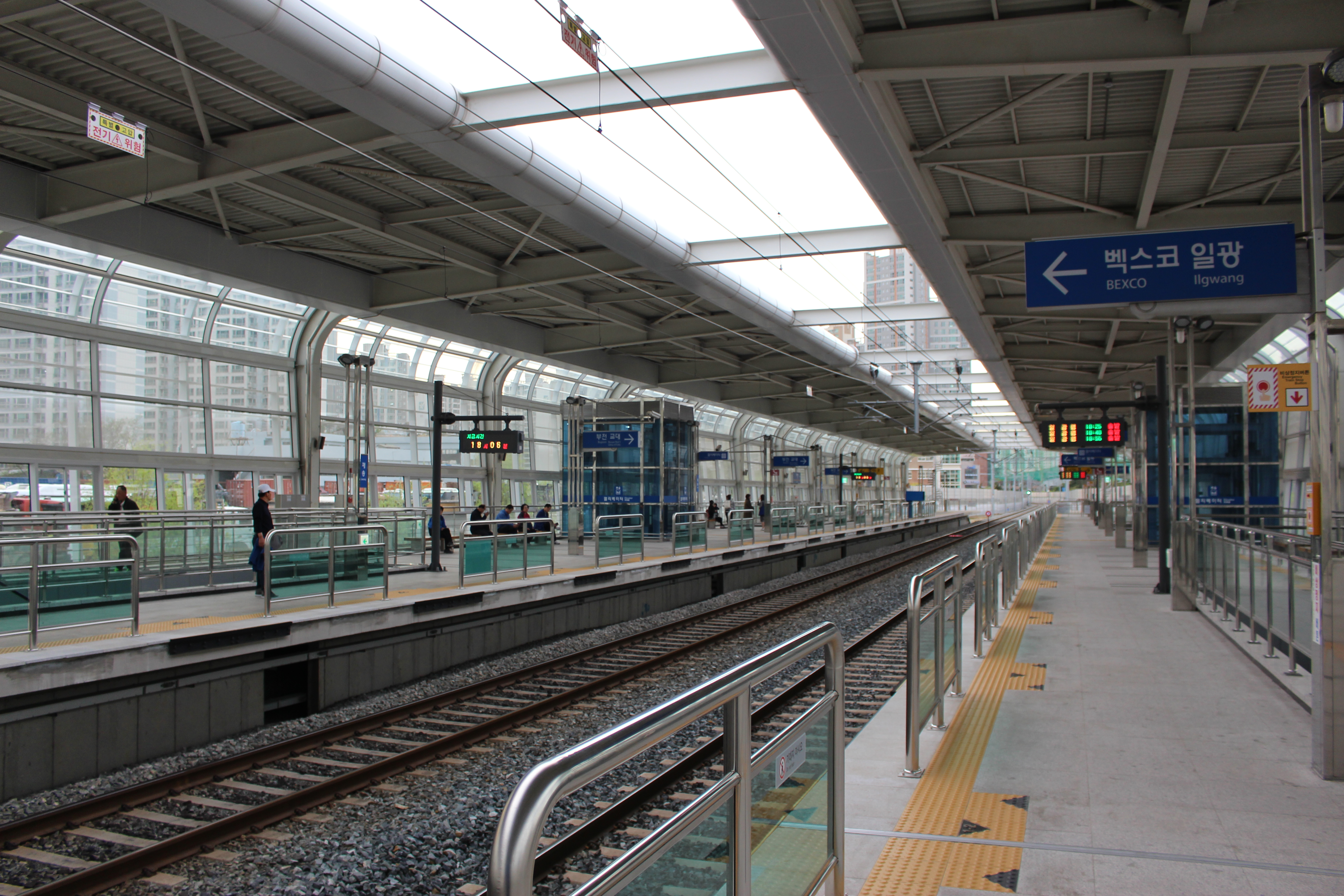
ホーム
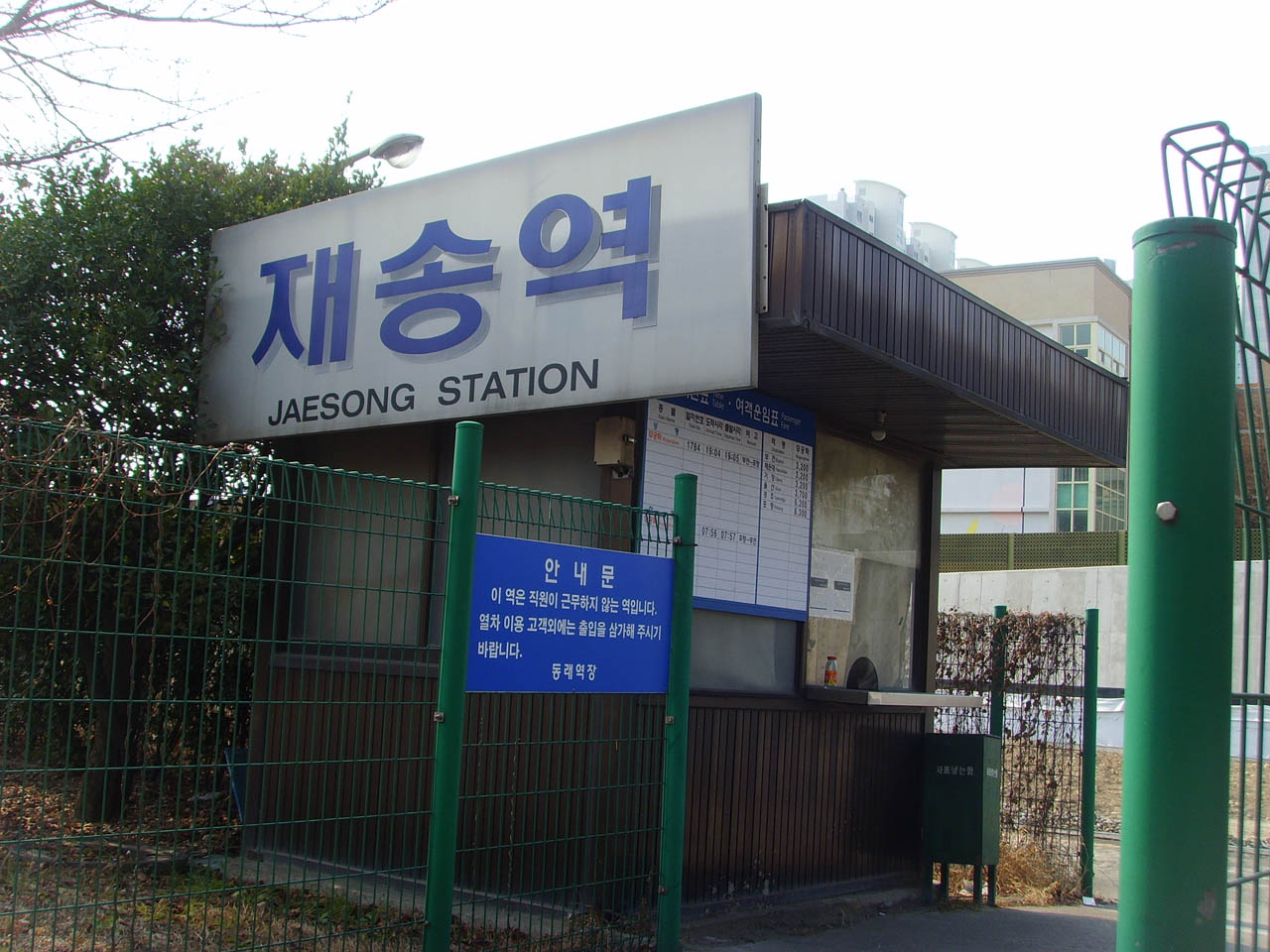
旧駅舎
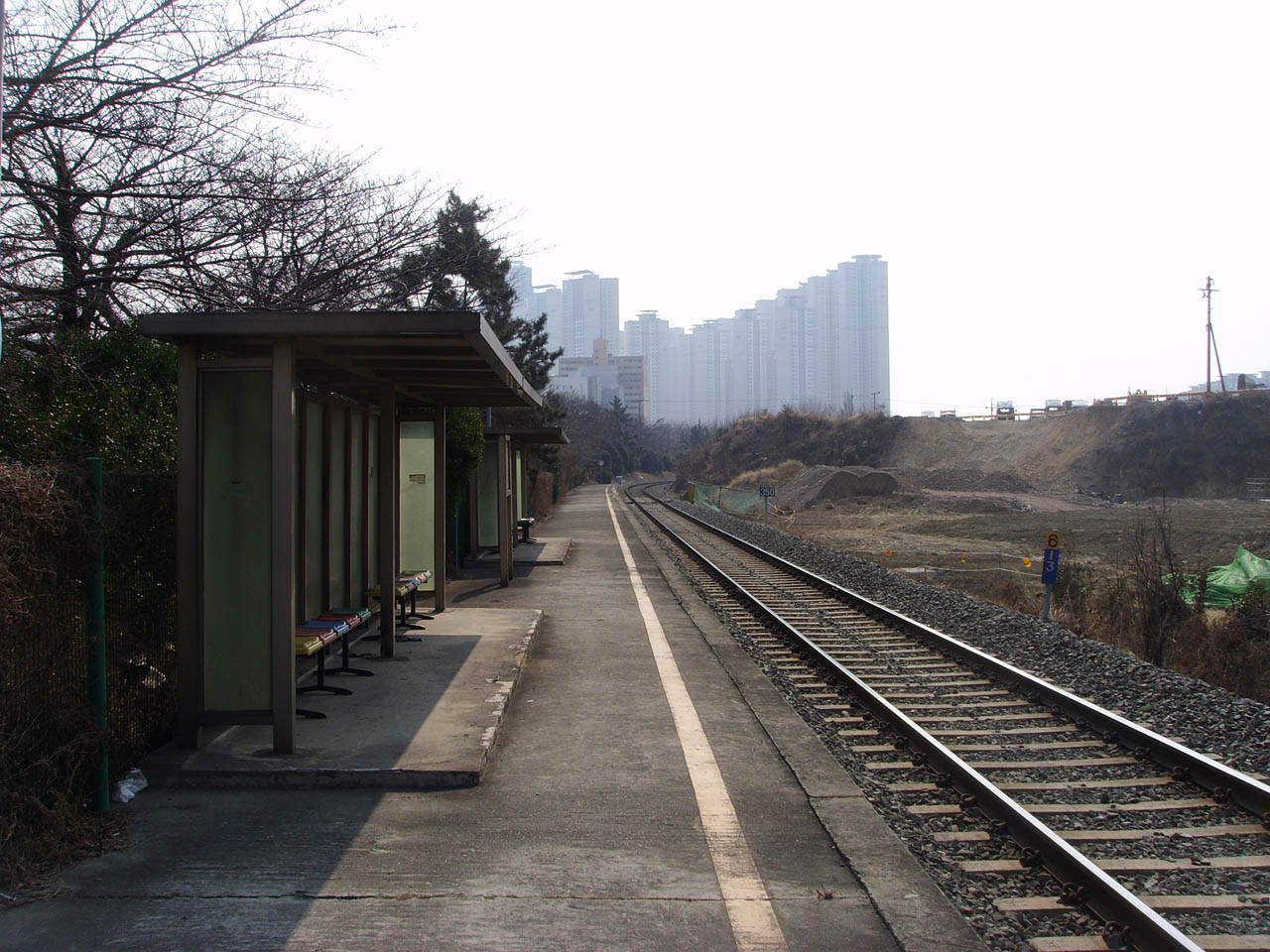
旧駅ホーム

## 隣の駅
韓国鉄道公社
東海線
（釜田駅） - （全列車通過） - （センタム駅）
●東海電鉄線
釜山院洞駅 K116 - 栽松駅 K117 - センタム駅 K118